# Gérard de Bruxelles
Gérard de Bruxelles (latin : Gerardus Bruxellensis) est un géomètre et philosophe du début du XIIIe siècle.

## Biographie
Il est principalement connu pour son livre latin Liber de motu (Sur le Mouvement), une étude pionnière en matière de cinématique, probablement écrite entre 1187 et 1260. Il a été décrit comme « le premier traité latin adopte l'approche fondamentale de la cinématique qui consistait à caractériser la cinématique moderne ». Il a remis au goût du jour les œuvres d'Euclide et Archimède et a eu une influence directe sur les calculateurs d'Oxford (quatre cinématiciens du Merton College) au siècle suivant. Thomas Bradwardine cite Gérard dans son Tractatus de proportionibus velocitatum (1328). Sa principale contribution était de s’éloigner des mathématiques grecques et de se rapprocher de la notion de « rapport de deux quantités différentes, telles que la distance et le temps », qui définit la vitesse dans la physique moderne. 

## Éditions modernes
- Marshall Clagett : « The Liber de motu of Gerard of Brussels and the Origins of Kinematics in the West », Osiris, 12 (1956): 73-175.